# Jumbo
Jumbo (kb. 1860. karácsonya–1885. szeptember 15.) afrikai elefánt, a Barnum és Bailey Cirkusz fő attrakciója. Egy addig példa nélküli sajtókampány tette világhírűvé. Azóta az extra méretűt, óriásit jumbónak nevezik (lásd pl. Jumbo Jet).

## Afrikából Európába
Jumbót, az egyéves elefántborjút Szudán és Eritrea határán ejtették foglyul 1862-ben, más források szerint az Etióp-magasföldön vagy a Csád-tó partján. Az alig egy méter magas elefántbébit Johann Schmidt állatgyűjtő vásárolta meg, majd eladta a párizsi Állat- és Növénykertnek (Jardin des Plantes). Talán a szuahéli nyelven főnököt jelentő jumbe szóból származik a neve. Annyi bizonyos, hogy jumbo szót nem ismert az angol nyelv 1862 előtt.

## A londoni állatkertben
1865-ben a Jardin des Plantes és a Royal Zoological Society (Királyi zoológiai társaság) tárgyalásainak eredményeként Jumbo és egy Alice nevű nőstény elefánt Londonba került egy rinocérosz ellenében. Matthew „Scotty” Scott gondos ápolása mellett a beteges, csenevész Jumbo szépen fejlődött. Hétéves korára úgy megnőtt az étvágya, hogy egy mázsa szénát, egy hordó burgonyát, két véka zabot, 15 db kenyércipót, egy csomó hagymát és több vödör vizet fogyasztott naponta. Bár Scotty nem ivott, de Jumbónak adott olykor egy-két gallon whiskyt, ha úgy látta hogy az elefántot betegség fenyegeti.
Nemcsak testméretei, de népszerűsége is nőtt a londoni állatkert gyermeklátogatói között. Jumbo boldogan himbálta ormányát, amikor aprópénzt, földimogyorót és cukros molnárkákat kínáltak neki rajongói. Scotty arra idomította, hogy gyerekeket sétáltasson a hátán. Winston Churchill, Theodore Roosevelt és Phineas T. Barnum cirkusztulajdonos is lovagolt az elefánton. A két penny viteldíj Scottyt illette meg.

## Barnum és Bailey Cirkusz

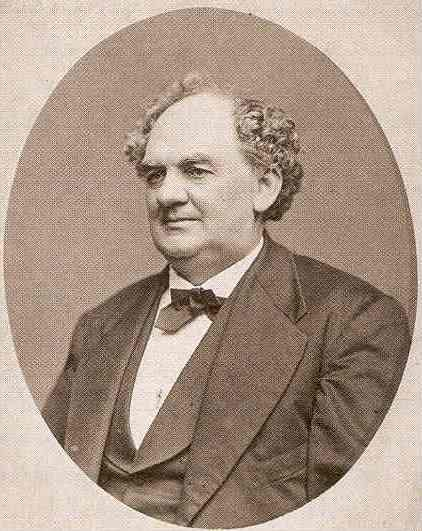
P.T.Barnum cirkusztulajdonos

1880-ban az amerikai P.T.Barnum A világ legnagyobb mutatványa nevű cirkusza társult James Anthony Bailey London Cirkusz vállalatával. A Barnum és Bailey Cirkusznak egy látványos állatprodukcióval akartak reklámot csinálni. Barnum a londoni állatkert kedvencére, Jumbóra gondolt. 1882 elején kötötték meg az üzletet, Barnum 10 000 $-t fizetett Jumbóért. Amikor nyilvánosságra hozták az ügyet, sok ezren tiltakoztak az adásvétel ellen. Többek között Viktória brit királynő, akinek gyerekei és unokái lovagoltak Jumbo hátán, a walesi herceg, a brit Alsóház, a London Times újságírói. Az Egyesült Államok londoni nagykövete egy fogadáson kijelentette, hogy országa és Egyesült Királyság között csak egyetlen égető probléma van napirenden, a Jumbo.
Amikor eljött az utazás napja, Jumbo nem volt hajlandó megmozdulni. Barnum ekkor Scottyt környékezte meg, munkát ígért neki és szebb jövőt. Másnap Jumbo besétált a vagonba, leláncolták és a St. Katharine dokkba szállították. A vagont 10 ló húzta. A dokkból egy komphajó vitte a kikötőben horgonyzó H.M.S. Assyrian Monarch brit gőzhajóra.

## Jumbo Amerikában
Közben Angliában és Amerikában kitört a Jumbo-mánia. A legkülönfélébb emléktárgyakat kínálták az élelmes kereskedők a rajongóknak. Újabb vezércikkek láttak napvilágot az afrikai elefántról, számtalan verset, dalt és történetet írtak Jumbóról. A London Daily Telegraphe is elbúcsúztatta. Kéthetes utazás után a gőzhajó horgonyt vetett Sandy Hookban (New Jersey). 1882. április 9-én szállt partra Jumbo, ahol hatalmas tömeg, zene- és trombitaszó fogadta. 4 éven keresztül járta az észak-amerikai kontinenset a Sanger’s Royal British Menagerie and Grand International Allied Shows-Barnum, Bailey & Hutchinson, Sole Owners cirkusszal. Mindig egy elefántbébivel lépett fel, hogy kiemeljék hatalmas méreteit. Egyetlen feladatot hajtott végre csupán: körbejárt a porondon. 16 millió felnőtt és 4 millió gyerek látta az előadásokat. A cirkusz egy év alatt 1.5 millió dollár bevételre tett szert.

## Jumbo váratlan halála

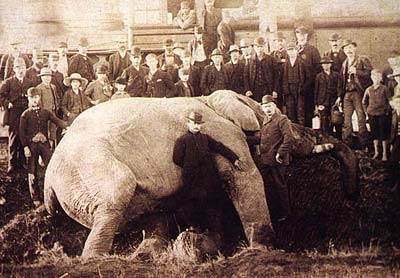
Jumbo balesete

1885. szeptember 15-én a cirkusz utazni készült. St. Thomas (Ontario) rendező pályaudvarán szálltak vagonba az állatok. Jumbo és az elefántbébi együtt baktattak a vasúti kocsi felé. Váratlanul egy teherszerelvény közeledett. Egy helybeli, ismert ékszerész szemtanúként így írta le a történteket:

„A vasúti őr vadul lengette lámpáját, hogy megállítsa az érkező szerelvényt. Scotty, amint meglátta a közelgő veszélyt, felkiáltott: „Fuss, Jumbo, fuss!!” Jumbo a síneken szaladt, közben velőtrázóan trombitált. A mozdony elütötte hátul az elefántbébit, és egy közeli távíró póznához csapta. Jumbo csak rohant tovább. Sajnos nem találta meg a vagon bejáratát, két kocsival túlhaladta. Ekkor megállt és visszafordult. A következő pillanatban frontálisan ütközött a mozdonnyal”.

„A haldokló Jumbo hatalmas ormányával átölelte Scottyt és lehúzta vérző fejére. Scotty úgy zokogott mint egy kisgyerek. Éjszaka Jumbo mellett virrasztott, amíg el nem nyomta az álom”.

## Jumbo utóélete

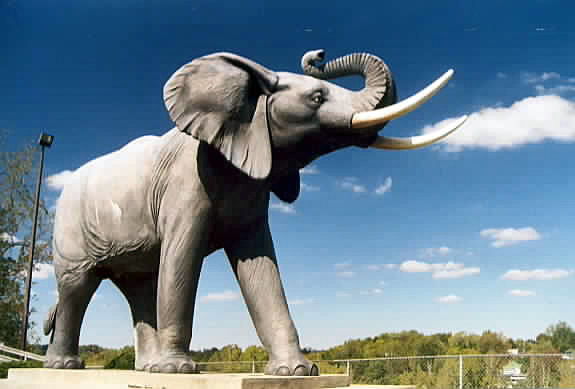
Jumbo szobra St. Thomasban

Barnum már régen eldöntötte, hogy egyszer majd kipreparáltatja az elefántot. Az előkészületek már a balesetet követő napon elkezdődtek. Jumbo gyomrában egy rendőrsípot, kulcsokat és szegecseket valamint egy kalapnyi angol pennyt találtak. Csontvázát a New York-i American Museum of Natural History kapta adományként. Bőrét egy hatalmas, kitömött faidomra húzták és 74 400 szöggel rögzítették. Barnum utasítására 1 lábbal magasabbra készítették. 
A preparálás élethűre sikerült. A kitömött Jumbót bemutatták egy estélyen, ahol riporterek, gazdag és híres emberek vettek részt. Alice, a megözvegyült nőstény elefánt Jumbo mellett állt. A kitömött Jumbóval Barnuméknak még két cirkuszi évadban sikerült becsalogatniuk az embereket az előadásokra. A kipreparált elefántot már előzőleg felajánlotta a Tufts College-nak, az adományozás 1899-ben meg is történt. Jumbót elszállították a Barnum által alapított Barnum Museum of Natural History épületébe. Jumbo volt hosszú éveken keresztül a Tufts University (Medford/Somerville, Massachusetts) logója. St. Thomas városban 1985-ben felállították Jumbo életnagyságú szobrát halálának századik évfordulóján. A balesetet okozó mozdonyvezető, William Burnip az 1906-os San Franciscó-i földrengés áldozata lett.

## Fordítás
- Ez a szócikk részben vagy egészben  a   Jumbo című angol Wikipédia-szócikk fordításán alapul.  Az eredeti cikk szerkesztőit annak laptörténete sorolja fel. Ez a jelzés csupán a megfogalmazás eredetét és a szerzői jogokat jelzi, nem szolgál a cikkben szereplő információk forrásmegjelöléseként.